# Панкратьєв Олексій Олексійович
Панкратьєв Олексій Олексійович (*28 листопада 1903, Київ, Російська імперія — †8 липня 1983, Київ, УРСР, СРСР) — радянський кінооператор, оператор-постановник, інженер і оператор комбінованих зйомок, викладач, режисер-документаліст. Один із найбільш знаних майстрів операторської справи за часів ВУФКУ. Кавлер Ордена «Знак Пошани», нагороджений медалями.

## Біографічні відомості
Народився 28 листопада 1903 року у Києві в родині військового лікаря. Закінчив операторське відділення Одеського державного технікуму кінематографії (1927).
З 1925 року — оператор Одеської кінофікації ВУФКУ. 
З 1928 року працював на Київській студії художніх фільмів, де керував науково-дослідною лабораторією і відділом комбінованих зйомок (1934—1941). 
Читав курс лекцій з операторської майстерності в Київському кіноінституті (1931—1932, 1935—1937). 
В період німецько-радянської війни працював на Ташкентській кіностудії.
З 1944 року був оператором Київської студії художніх фільмів. Багато працював з кінолюбителями. 
В 1960 році фільмує документальну стрічку про народну творчість «Золоті руки», де разом з Олександром Николенком і Сергієм Параджановим виступає як співрежисер.
Був членом Спілки кінематографістів УРСР.
Помер 8 липня 1983 року у Києві.

## Фільмографія
Операторські роботи:
- «Тарас Трясило» (1927, у співавт. з Б.Завелєвим)
- «Шкурник» (1929)
- «Хліб» (1929)
- «Штурм землі» (1930)
- «Мірабо» (1930, у співавт. з Ю. Тамарським i Й. Рона)
- «Перше травня у Горлівці» (1931, документальний)
- «Фата моргана» (1931, у співавт.)
- «Молодість» (1934)
- «Троє з однієї вулиці» (1936, у співавт.)
- «Директор» (1938)
- «Винищувачі» (1939, комб. зйомки)
- «Богдан Хмельницький» (1941, комб. зйомки)
- «Травнева ніч» (1940, комб. зйомки)
- «Мати» (1941, к/м)
- «Олександр Пархоменко» (1942)
- «Рідні береги», новела «3 гвардійці» (1943)
- «В далекому плаванні» (1946, комб. зйомки)
- «Подвиг розвідника» (1947, комб. зйомки)
- «Блакитні дороги» (1947, комб. зйомки)
- «Стьопа-капітан» (1953)
- «Море кличе» (1955, комб. зйомки)
- «Пригоди з піджаком Тарапуньки» (1955, у співавт. з В. Філіпповим)
- «Круті сходи» (у співавт. з О. Прокопенком)
- «Капела „Думка“» (1946, документальний, реж.  С. Параджанов)
- «Шельменко-денщик» (1957)
- «Золоті руки» (1960, документально-ігровий фільм) та ін.

Режисер-документаліст:
- «Золоті руки» (1960, документально-ігровий фільм; у співавт. з С. Параджановим, О. Николенком)